# Foreign Corrupt Practices Act
Le Foreign Corrupt Practices Act (FCPA) est une loi fédérale américaine de 1977 pour lutter contre la corruption d'agents publics à l'étranger. Cette loi instaure un principe d'extraterritorialité en ce sens qu'elle s'applique pour des actes commis hors du territoire des États-Unis. Elle concerne l'ensemble des actes de corruption commis par des entreprises ou des personnes, américaines ou non, qui sont soit implantées aux États-Unis, soit simplement cotées en bourse sur le territoire américain ou qui participent d'une manière ou d'une autre à un marché financier régulé aux États-Unis. Elle est notamment mise en œuvre par l'Office of Foreign Assets Control.
Par extension, le simple fait d'avoir établi une communication téléphonique ou envoyé un courriel transitant via le territoire américain permet l'application du FCPA.
Cette loi a été complétée et renforcée par la loi internationale de 1998 sur la lutte contre la corruption et pour la concurrence.

## Des amendes en hausse depuis 2008
Cette loi a conduit à la condamnation de diverses multinationales, dont Chiquita Brands, Walmart, Hewlett-Packard, Lockheed, etc. Six entreprises françaises en ont été la cible : Alcatel-Lucent, Alstom, Sanofi, Société générale,Technip et Total, ainsi que le groupe Airbus immatriculé aux Pays-Bas,.
Le montant des amendes a explosé à partir de 2008, atteignant un record de 6,4 milliards de dollars en 2020. Celui-ci est fixé par les Federal Sentencing Guidelines (en), elles-mêmes édictées par la Commission de détermination des peines des États-Unis, une agence indépendante (analogue aux AAI françaises).

## Critiques
Selon de nombreux observateurs, cette loi est utilisée par les États-Unis pour affaiblir des entreprises étrangères qui concurrencent les leurs, en leur infligeant de lourdes amendes,. Pour Ali Laïdi, le Foreign Corrupt Practices Act renforcé par l’extraterritorialité du droit américain est « une arme de guerre économique ». Dans son ouvrage Le Droit, nouvelle arme de guerre économique. Comment les Etats-Unis déstabilisent les entreprises européennes , il explique comment les États-Unis utilisent la loi FCPA pour infliger des amendes aux entreprises européennes. Ainsi, depuis 2010, les entreprises françaises ont payé plus de 14 milliards de dollars à la justice américaine. Le cas de la vente de la branche énergie d'Alstom à General Electric dont les négociations se sont déroulées alors que l'entreprise devait subir les pressions du département de la justice américain et l'emprisonnement abusif d'employés stratégiques comme Frédéric Pierucci serait caractéristique de ces pratiques.

## International Anti-Bribery Act of 1998
La loi internationale de 1998 sur la lutte contre la corruption et pour la concurrence est une loi fédérale des États-Unis qui modifie le Foreign Corrupt Practices Act pour transposer les dispositions de la Convention de l'Organisation de coopération et de développement économiques sur la lutte contre la corruption d'agents publics étrangers dans les transactions commerciales internationales.
Cette loi rend illégal le fait pour tout citoyen ou entreprise américaine ou toute personne ou entreprise agissant sur le sol américain d'influencer, de corrompre ou de rechercher un avantage auprès d'un agent public étranger.

## Suspension de la loi
Le 10 février 2025 Donald Trump prend un décret qui suspend pour 6 mois les enquêtes sur les pots-de-vin. La procureure générale doit revoir la façon d'appliquer cette loi en privilégiant les intérêts américains.